# Transat anglaise 1984
Navigation
Édition précédente Édition suivante
La Transat anglaise 1984 (Carlsberg Single-handed Trans-Atlantic Race 1984) est la septième édition de la Transat anglaise.
91 concurrents prennent le départ de l'édition 1984 de la transat anglaise départ et 64 arrivent à l'arrivée.
Le début de course voit les deux catamarans de Patrick Morvan (Jet Services II) et Gilles Gahinet (33 Export) nettement en tête, mais ils doivent abandonner à la suite de dommages à la coque et au mât. Puis la course fut marquée par le chavirage du catamaran Crédit Agricole III de Philippe Jeantot qui mit tout en œuvre pour le sauver ; Yvon Fauconnier vient à son secours et bénéficiera d'un bonus de seize heures pour le temps passé, ce qui lui permettra de remporter la course malgré une arrivée en neuvième position en temps réel.
Les dix premiers concurrents arrivent en moins de dix-sept jours.

## Classement
| pos. | Skipper                   | Bateau            | Type/ LOA (ft) | Temps            | Pénalité |
| ---- | ------------------------- | ----------------- | -------------- | ---------------- | -------- |
| 1er  | Yvon Fauconnier France    | Umupro Jardin     | Trimaran 53    | 16 j 06 h 25 min |          |
| 2e   | Philippe Poupon France    | Fleury Michon     | Trimaran 56    | 16 j 11 h 55 min | 30 min   |
| 3e   | Marc Pajot France         | Elf Aquitaine     | Catamaran 59   | 16 j 12 h 16 min | 30 min   |
| 4e   | Éric Tabarly France       | Paul Ricard       | Trimaran 60    | 16 j 14 h 25 min |          |
| 5e   | Peter Philips Royaume-Uni | Travacrest Seaway | Trimaran 60    | 16 j 17 h 25 min |          |
| 6e   | Daniel Gilard France      | Nantes            | Trimaran 60    | 16 j 17 h 50 min |          |
| 7e   | Olivier Moussy France     | Région Centre     | Trimaran 45    | 16 j 18 h 34 min | 30 min   |
| 8e   | Bruno Peyron France       | L'Aiglon          | Catamaran 60   | 16 j 20 h 21 min | 30 min   |
| 9e   | François Boucher France   | Ker Cadelac       | Trimaran 50    | 16 j 21 h 48 min | 30 min   |
| 10e  | Warren Luhrs États-Unis   | Thursday's Child  | Mono 60        | 16 j 22 h 27 min |          |